# Heja (Rapper)
Heja (* 21. Juni 1991 in Istanbul; bürgerlich Heja Dindar) ist ein türkischer Rapper kurdischer Abstammung.

## Leben
Dindar wurde am 21. Juni 1991 in Istanbul geboren. Er ist das Kind einer Familie kurdischer Herkunft, die ursprünglich aus der Provinz Şırnak stammt. Er ist der Sohn des kurdischen Geschäftsmannes Selim Dindar. Sein Vater wurde am 2. Dezember 2009 bei einem bewaffneten Überfall auf das Vereinslokal des Cizreliler Derneği („Verein der Leute, die aus Cizre stammen“) in Bakırköy, Istanbul durch sieben Kugeln getötet. Als Hommage an ihn sang Heja 2020 mit Cem Adrian das Lied 7 Kurşun (deutsch: 7 Kugeln).

## Karriere
2009 entdeckte Heja seine Begeisterung für Rap und veröffentlichte die Internetalben Telaş und Gayet Sade. Mit diesen Alben gelang es ihm, seinen Namen bekannt zu machen. 2012 veröffentlichte er zusammen mit dem türkischen Rapper Sansar Salvo das Album Anlat zum Gedenken an seinen Vater Selim Dindar. In einer Folge der Fernsehserie Çukur, die 2019 auf Show TV mit dem türkisch-deutschen Rapper Eko Fresh ausgestrahlt wurde, sang Heja das Lied Ich bin Çukur. Im selben Jahr gründete Heja ein Internetprogramm namens Purplehej. Später wurde er Moderator bei O Ses Türkiye Rap. Er ist auch Mitglied der türkischen Rap-Musikgruppe Istanbul Trip.

## Diskographie

### Alben
- 2016: Karaköy Trap
- 2019: 110

### Singles
- 2019: Aliço – Çukur Dizi Müziği (ft. Saki Çimen)
- 2019: Ich bin Çukur (ft. Eko Fresh)
- 2019: Yoga
- 2019: Yemin Ederim (ft. Şam)
- 2020: Hayaller Pert
- 2020: Babam ve Kırık Oyuncaklar (ft. Şiir!, Kayra, Cansu Türedi)
- 2020: Hayrola (ft. Maestro)
- 2020: 7 Kurşun (ft. Cem Adrian)
- 2021: Dönsün Dünya Dönsün Alem (ft. Cash Flow)
- 2021: Gidecem Yerim Yok
- 2021: İsyan (ft. Selo, Şam, Xir)
- 2021: Ağır Taşlar (ft. Çağrı Sinci)
- 2021: Bir Kez Olsun Ses Ver (ft. Yener Çevik, Xir, Eko Fresh, Kamufle)
- 2021: Büyüdüm (ft. Şiir!)
- 2022: Korkum Yok (ft. Xir)
- 2022: Tek Bir Mermim Var (ft. Nefo)
- 2022: Lacivert (ft. Şam)
- 2022: Yakma Bizi